# Dimos Agrafa
Dimos Agrafa (Agrafa) är en kommun i Grekland.   Den ligger i prefekturen Nomós Evrytanías och regionen Grekiska fastlandet, i den centrala delen av landet, 220 km nordväst om huvudstaden Aten. Antalet invånare är 7 190.